# Хуан Федеріко Понсе Вайдес
Хуан Федеріко Понсе Вайдес (ісп. Juan Federico Ponce Vaides; 26 серпня 1889 — 16 листопада 1956) — гватемальський політичний та військовий діяч, президент країни з липня до жовтня 1944 року. Був усунутий від влади в результаті Гватемальської жовтневої революції.

## Політична кар'єра
Прийшов до влади після відставки свого попередника, диктатора Хорхе Убіко. Первинно був членом тимчасової хунти, до складу якої також входили генерали Вілаган Едуарда Аріса та Пінеда Буенавентура. Пізніше, під час голосування, до парламенту вдерся армійський загін та змусив депутатів обрати президентом Понсе Вайдеса. Із самого початку свого правління президент не приховував своєї зневаги до парламенту й верховного суду, так само як і власні наміри правити без будь-яких обмежень.
Понсе Вайдес не мав значної підтримки ані у світському суспільстві, переважна частина якого розглядала новий уряд як фактичне продовження диктатури Хорхе Убіко, ані всередині самої армії, офіцери якої зневажали генерала, який раніше був змушений піти у відставку через алкоголізм, та вважали його ганебним прикладом для збройних сил і країни в цілому. Уряд було скинуто вже у жовтні 1944 року.